# Marvel's Iron Man VR
Marvel's Iron Man VR est un jeu vidéo de tir en réalité virtuelle développé par Camouflaj et édité par Sony Interactive Entertainment, en coopération avec Marvel Games. Il est sorti le 3 juillet 2020 sur la PlayStation 4 munie du casque PlayStation VR.

## Développement
Marvel's Iron Man VR est annoncé en mars 2019 durant le State of Play organisé par Sony. Le dessinateur Adi Granov participe à la conception de la nouvelle armure d'Iron Man. Après un report lié à la pandémie de Covid-19, la sortie est annoncée en mai 2020 pour le 3 juillet 2020.